# La Mesa (Los Santos)
La Mesa è un comune (corregimiento) della Repubblica di Panama situato nel distretto di Macaracas, provincia di Los Santos. Si estende su una superficie di 46,2 km² e conta una popolazione di 641 abitanti (censimento 2010) e una densità conseguente di 13,9 abitanti per km².
Il toponimo della regione si deve al terreno elevato e piano che ricorda, per l'appunto, un tavolo (in spagnolo mesa).